# Palau de Schönbrunn
El Palau de Schönbrunn es troba a Viena (Àustria) i és un dels monuments més importants d'Àustria i de l'Europa Central, essent un magnífic exponent de l'arquitectura barroca civil i de l'arquitectura palatina del segle xviii. És on va residir l'emperadriu Elisabet (Sissí). Des del 1996 està inscrit a la llista del Patrimoni de la Humanitat. A l'interior de l'església hi ha importants pintures del pintor Giambattista Pittoni que mostra l'educació de Maria i Sant Joan Nepomucè, durant el seu temps va ser el pintor més sol·licitat arreu de les corts reials europees.

## Història
L'any 1569, l'emperador Maximilià II va adquirir el Katterburg que era una gran àrea de terreny entre Meidling i Hietzing on avui hi ha el Parc de Schönbrunn. Maximilià mostrà un enorme interès pel zoo acabat de fundar, el Tiergarten-Schönbrunn, i intentà no només establir un sistema de manteniment de la fauna salvatge sinó també una plantació d'estranyes plantes exòtiques. Maximilià es convertí en el precursor dels seus descendents en l'arranjament de Schönbrunn. Durant el segle xvii molts membres de la Casa Imperial passaren l'estiu i llargues èpoques de cacera a Schönbrunn.
Durant els diferents setges que Viena i la Baixa Àustria patiren per part dels turcs destrossaren el Kattenburg i es veié amb claredat que una restauració no era possible. A partir d'aquí, l'emperador Leopold I, emperador romanogermànic va donar a l'arquitecte Johann Bernhard Fischer von Erlach l'ordre de dissenyar un nou palau. La construcció s'inicià l'any 1696 i després de tres anys les primeres festes ja foren celebrades al Palau.

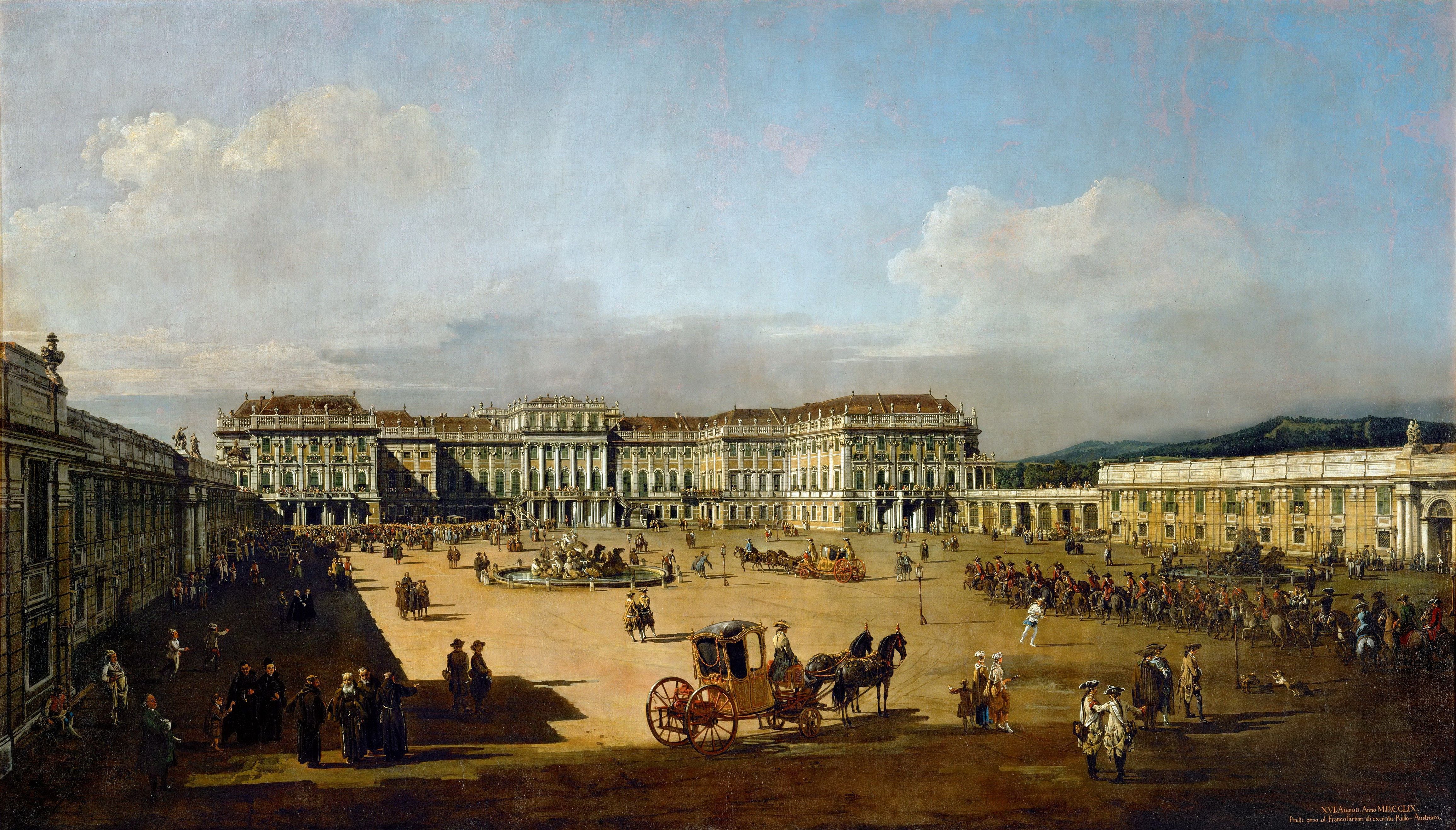
El Palau de Schönbrunn pintat per Canaletto el

Desafortunadament, no foren moltes les parts del palau originari que sobrevisqueren al segle xviii com a conseqüència que cada emperador afegia i reformava el Palau, l'arxiduquessa Maria Teresa I d'Àustria fou la sobirana que més empremta deixà al Palau, convertint el palau en el centre de poder principal de l'Imperi austríac.
La família imperial visqué al Palau fins a l'any 1918 combinant les seves estades a Schönbrunn amb d'altres al Hofburg de Viena. Al Palau hi morí l'emperador Francesc Josep I d'Àustria.
Amb la caiguda de la monarquia l'any 1918, el Palau passà a mans de la República austríaca que l'utilitzà com a museu i com a centre de recepcions per diplomàtics i president exteriors. Des de l'any 1986 és un monument declarat Patrimoni de la Humanitat.
L'any 1961 s'hi celebrà la conferència entre els presidents John F. Kennedy i Nikita Khrusxov.

## Característiques

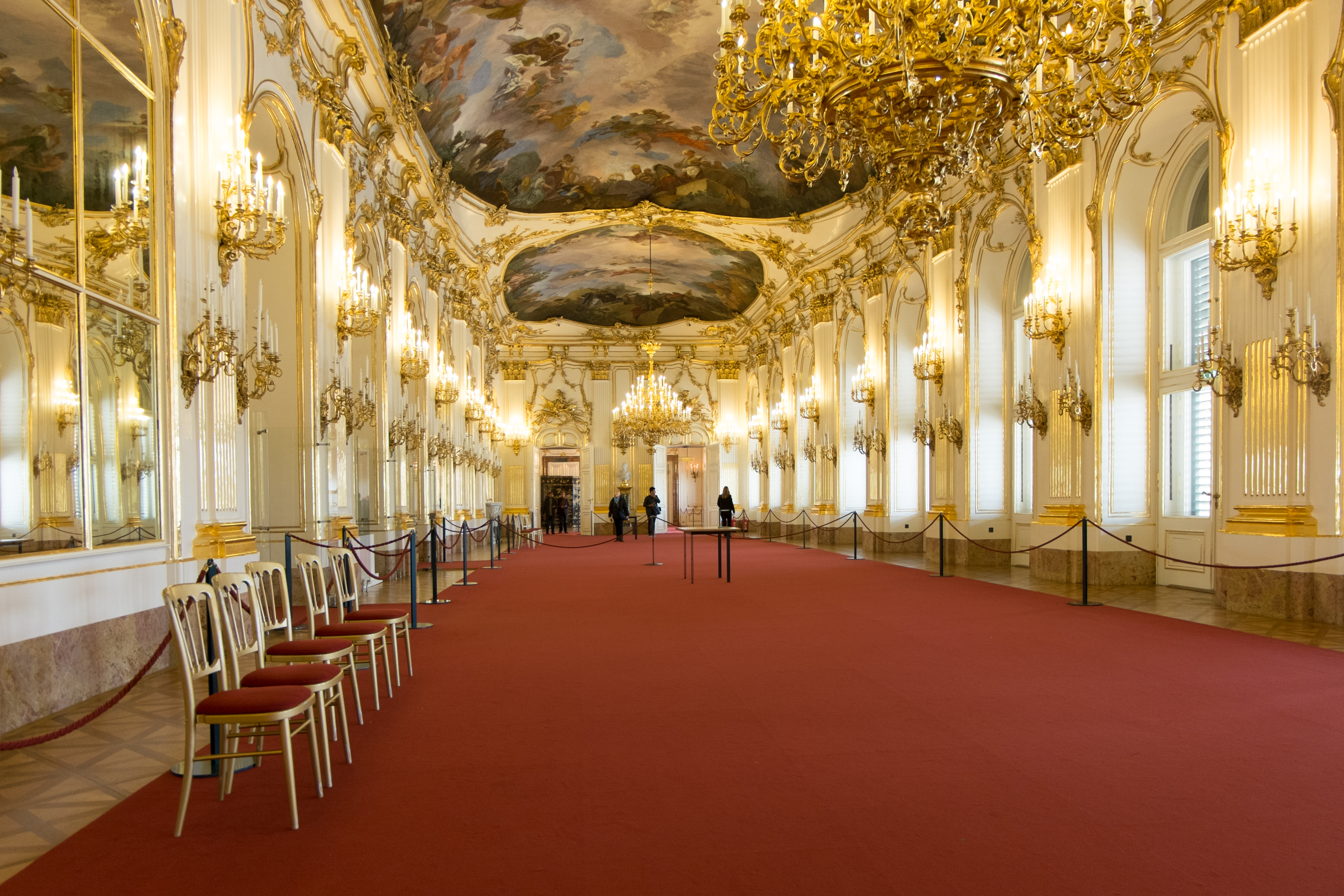

Antiga residència d'estiu de la família imperial, el palau de Schönbrunn constitueix un dels millors exemples del rococó austríac. Aquesta formidable construcció es completa amb uns jardins, dissenyats per Jean Trehet el 1705, que mostren una gran simetria, boniques estàtues i nombroses fonts.
El conjunt té altres punts d'interès, com el Museu de Carrosses, la Casa de les Palmeres, un hivernacle tropical creat el 1882, els arcs neoclàssics de la Glorieta, dissenyats per Ferdinand von Hohenberg i construïts el 1775, i el zoo, el més antic del món, fundat el 1752.